# Ruy Cinatti
Ruy Cinatti Vaz Monteiro Gomes (* 8. März 1915 in London; † 12. Oktober 1986 in Lissabon) war ein portugiesischer Dichter, Anthropologe und Agronom. In seinem Werk als Dichter widmete er sich São Tomé und Príncipe und Osttimor.

## Werdegang
Cinattis Eltern waren Portugiesen, hatten aber Vorfahren aus Italien und Macau. Seine Kindheit verbrachte er in Lissabon, wo er schon als Teenager begann Gedichte zu schreiben. Vorbilder für ihn waren Jules Verne, Wenceslau de Morães, Robert Louis Stevenson und Alain Gerbault. Cinatti studierte am Instituto Militar dos Pupilos do Exército und am Instituto Superior de Agronomia in Lissabon, wo er als Agraringenieur abschloss. Er hatte sich gezielt für den Beruf entschieden, um außerhalb Portugals arbeiten zu können. 1940 war er Mitbegründer der Vereinigung Os Cadernos de Poesia. Von 1942 bis 1944 war er Mitherausgeber der Zeitschrift Revista.
Am 27. Juni 1946 erreichte er Portugiesisch-Timor, wo er für die Kolonialregierung arbeitete. Cinatti wurde Sekretär von Gouverneur Óscar Ruas. Eines der ersten Dinge, die er nach seiner Ankunft auf Timor machte, war der Besuch des Grabes seines Idols Alain Gerbault, der 1941 in Dili gestorben war. Neben seiner Arbeit schrieb Cinatti Bücher über die Botanik des Landes und weitere Gedichte. 1948 kehrte er nach Portugal zurück, war aber von 1951 bis 1955 wieder in Portugiesisch-Timor als Chef der Abteilung Landwirtschaft. Zurück in Europa studierte Cinatti an der Universität Oxford Sozialanthropologie. 1958 war er wieder in Portugiesisch-Timor und studierte bis 1962 die lokale Architektur und Traditionen. Dabei schloss er Freundschaft mit den Herrschern von Ai-Assa und Lore, die ihm auch Blicke auf heilige Gegenstände ermöglichten, die sonst verborgen waren. 1966 war Cinatti ein letztes Mal auf Timor.

## Auszeichnungen
- 1958: Prémio Antero de Quental
- 1968: Prémio Nacional de Poesia
- 1971: Prémio Camilo Pessanha

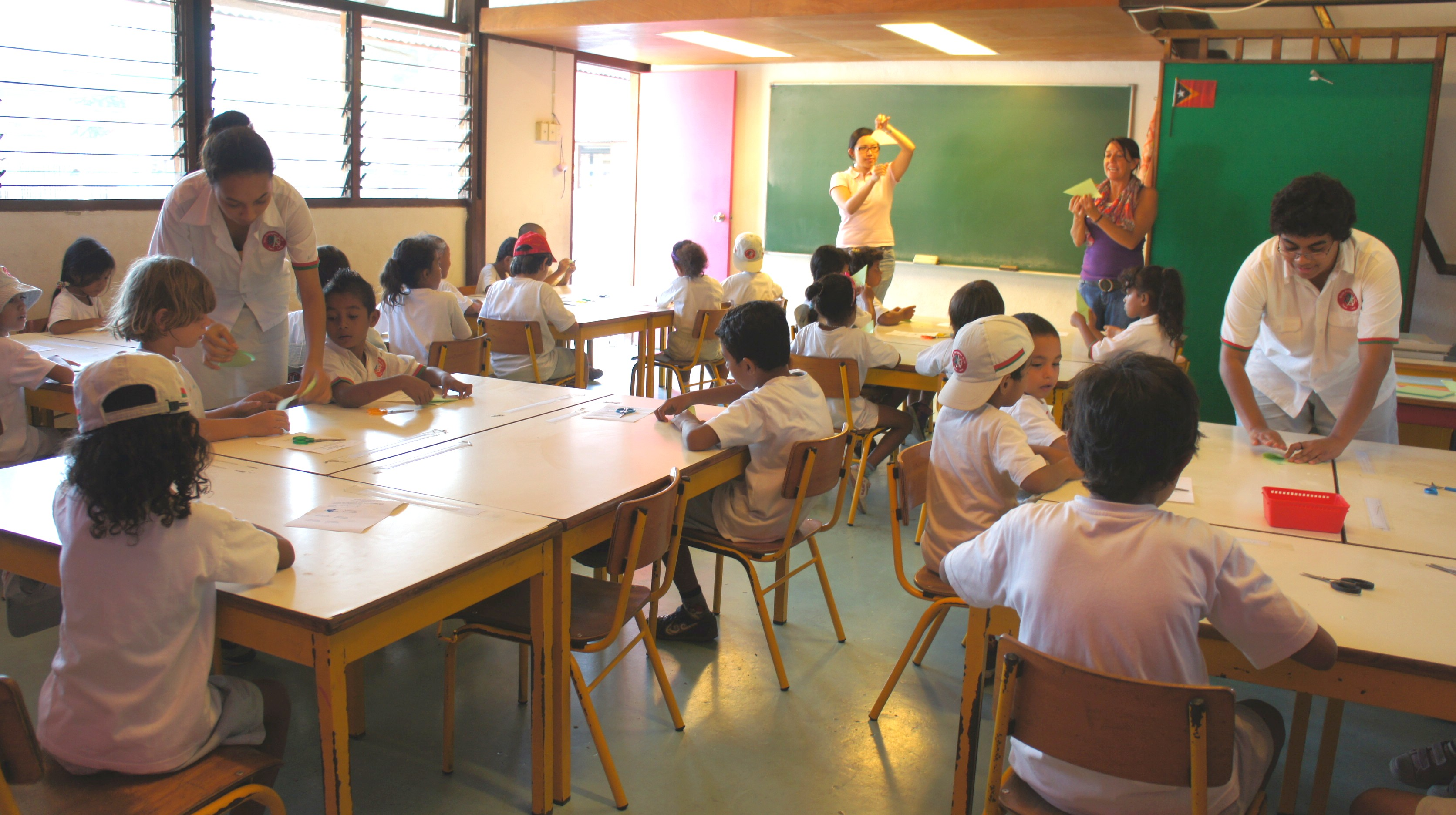
Escola Portuguesa Ruy Cinatti

- 1982: Prémio P.E.N. Clube Português de Poesia
- 1992: Großkreuz des Ordens des Infanten Dom Henrique (posthum)[2]

Nach Cinatti ist die Portugiesische Schule in Dili benannt, die Escola Portuguesa Ruy Cinatti.

## Veröffentlichungen

### Poesie
- Nós não somos deste mundo. Lisboa, 1941.

Reeditado: Lisboa, Ática, 1960.
- Anoitecendo, a vida recomeça. Lisboa, 1942.
- Poemas escolhidos. Lisboa, Gráfica Boa Nova, 1951. Prefácio de Alberto de Lacerda.
- O livro do nómada meu amigo. Ilustrações de Hansi Stael. Lisboa, Guimarães Editores, 1958.

Reeditado: Lisboa, Guimarães Editores, 1966; Lisboa, Guimarães & Cª, 1966.
- Sete septetos. Lisboa, Guimarães Editores, 1967.
- O tédio recompensado. Lisboa, Guimarães Editores, 1968.
- Uma sequência timorense. Braga, Pax, 1970.
- Memória descritiva. Lisboa, Portugália, 1971.
- Cravo singular. Lisboa, 1974.
- Timor - Amar. Lisboa, 1974.
- Import-Export. Lisboa, 1976.
- 56 poemas. Lisboa, A Regra do Jogo, 1981

Reeditado: Lisboa, Relógio de Água, 1992. ISBN 972-708-183-5
- Manhã imensa. Lisboa, Assírio e Alvim, 1984.

Reeditado: Lisboa, Assírio & Alvim, 1997. ISBN 972-37-0087-5
- Antologia poética. Lisboa, Presença, 1986. Posfácio de Joaquim Manuel Magalhães
- Obra poética. Lisboa, Imprensa Nacional-Casa da Moeda, 1992. Organização e prefácio de Fernando Pinto do Amaral. ISBN 972-27-0513-X
- Corpo - alma. Lisboa, Presença, 1994. Prefácio de Peter Stilwell. ISBN 972-23-1839-X
- Tempo da cidade. Lisboa, Presença, 1996. Prefácio de Peter Stilwell. ISBN 972-23-2097-1
- Um cancioneiro para Timor. Lisboa, Presença, 1996. Prefácio de Jorge Dias. ISBN 972-23-2119-6
- Archeologia ad usum animae[4]. Lisboa, Presença, 2000. Organização de Peter Stilwell. Posfácio de Jorge Fazenda Lourenço. ISBN 972-23-2669-4

### Über Timor
- Esboço histórico do sândalo no Timor português. Lisboa, Ministério das Colónias, Junta de Investigações Coloniais, 1950.
- Explorações botânicas em Timor. Lisboa, Ministério das Colónias, Junta das Investigações Coloniais, 1950.
- Reconhecimento preliminar das formações florestais no Timor português. Lisboa, Ministério das Colónias, 1950.
- Brevíssimo tratado da província de Timor. Lisboa, 1963. Separata da Revista Shell 346.
- Useful plants in portuguese Timor: an historical survey. Coimbra, Gráfica de Coimbra, 1964. Separata do vol. I das Actas do V Colóquio Internacional de Estudos Luso-Brasileiros
- Alguns aspectos de mudança social no Timor Português. Lisboa, 1975. Separata de In Memoriam António Jorge Dias.
- Motivos artísticos timorenses e a sua integração. Desenhos de Fernando Galhano. Lisboa, Instituto de Investigação Científica Tropical, 1987.
- Arquitectura timorense. Lisboa, Instituto de Investigação Científica Tropical, Museu de Etnologia, 1987. (mit Leopoldo de Almeida und Sousa Mendes)

### Über portugiesische Kolonien in Afrika
- Impressões de uma viagem pelos territórios portugueses da África Ocidental. Lisboa, Tipografia Portugal Novo, 1936. Separata da Revista Agros, 5.
- Lembranças para S. Tomé e Príncipe: 1972. Évora, Instituto Universitário de Évora, 1979.